# Svarta Pärlan

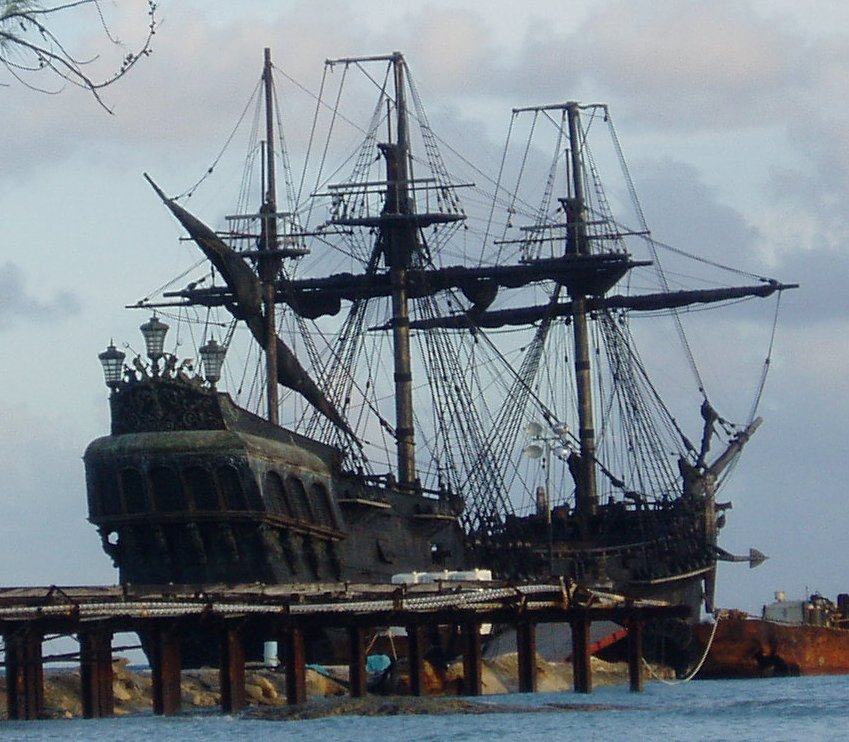
Svarta Pärlan

Svarta Pärlan (engelska: The Black Pearl) är ett skepp i filmserien Pirates of the Caribbean. Innan berättelsen börjar i den första filmen (Svarta Pärlans förbannelse) tillhör skeppet sjörövaren Jack Sparrow, men styrmannen Hector Barbossa gör myteri och tar över skeppet. I den andra filmen (Död mans kista) har Jack Sparrow tagit tillbaka skeppet, i tredje filmen (Vid världens ände) delas det mellan dem båda vid några tillfällen, och i den fjärde filmen (I främmande farvatten) får man i inledningen veta att Barbarossa förlorat Svarta Pärlan till den beryktade sjörövaren Svartskägg.
Svarta pärlan inspirerades av svenska Vasaskeppet.[källa behövs]